# Зайцев, Николай Михайлович
Николай Михайлович Зайцев (19 января 1964) — советский и украинский футболист, защитник и нападающий.

## Биография
Воспитанник павлодарской ДЮСШ № 2. На взрослом уровне дебютировал в 1980 году в составе команды СКИФ (Алма-Ата), выступавшей во второй лиге и состоявшей из молодых футболистов.
В следующем сезоне был приглашён в ведущую команду Казахской ССР — «Кайрат», где поначалу выступал за дубль. В первом составе «Кайрата» дебютировал 24 августа 1982 года в матче высшей лиги против кутаисского «Торпедо», отыграв первые 60 минут. В 1983 году со своим клубом выступал в первой лиге, где стал победителем. В своём первом матче после возвращения в высшую лигу, 19 июня 1984 года против московского «Торпедо», стал автором гола. В составе «Кайрата» так и не смог закрепиться в основе, в большинстве своих матчей выходил на замены во втором тайме.
В 1986 году проходил военную службу, выступая за армейские команды — ЦСКА-2 и смоленскую «Искру».
В 1987 году вернулся в «Кайрат», но сыграл за его основной состав только один матч. Всего за карьеру в клубе из Алма-Аты провёл 42 матча и забил 2 гола в первенствах страны, в том числе в высшей лиге (1982, 1984—1985, 1987) — 31 матч и один гол.
В конце 1980-х годов играл во второй лиге за клубы Казахской ССР — «Целинник» и «Экибастузец». В 1990 году перебрался на Украину, играл за «Прикарпатье» и «Колос»/«Металлург» (Никополь). После распада СССР несколько сезонов продолжал играть в Никополе в первой лиге Украины, а также выступал за клуб «Нива» (Мироновка) и за любительские коллективы. Последние сезоны в своей карьере провёл в клубе второго дивизиона России «Волга» (Ульяновск).
После завершения игровой карьеры стал заниматься судейством футбольных матчей. В профессиональном футболе работал только боковым арбитром на матчах первой и второй лиг Украины. Представлял город Никополь. Позднее работал инспектором матчей. По состоянию на 2019 год — исполнительный директор Федерации футбола г. Никополя. Принимал участие в матчах ветеранов.